# Síndrome de rubéola congénita
El síndrome de rubéola congénita puede aparecer en un feto en crecimiento en una mujer embarazada que haya contraído rubéola durante el primer trimestre. Si la mujer se infecta entre uno y veintiocho días antes de la concepción, hay un 43 % de posibilidades de que el niño nazca con la enfermedad. Si la infección ocurre entre una y doce semanas después de la concepción, las posibilidades son de un 51 %; si la madre se infecta entre trece y veintiséis semanas después de la concepción, las posibilidades son del 23 %. Los niños por lo general no se contagian de rubéola si la madre la sufre durante el tercer trimestre, o entre veintiséis y cuarenta semanas después de la concepción.
Fue descubierta en 1941 por el médico australiano Sir Norman McAllister Gregg (1892-1966).

## Cuadro clínico
Las patologías clásicas derivadas del síndrome de rubéola congénita se pueden agrupar en la conocida Triada de Gregg que comprende: 
1. Problemas de la audición - (58 % de los pacientes)
2. Enfermedades de los ojos - especialmente cataratas y microftalmia (43v% de los pacientes)
3. Cardiopatía congénita - especialmente ductus arterioso persistente (50 % de los pacientes)

Otras manifestaciones de este síndrome pueden ser:
- Problemas del bazo, hígado o médula ósea (algunos pueden desaparecer poco después del nacimiento)
- Retraso mental
- Cabeza de tamaño muy pequeño (microcefalia)
- Problemas de visión
- Peso bajo al nacer
- Hepatomegalia
- Micrognatismo

Los niños que hayan estado expuestos a contraer rubéola también pueden presentar varios síntomas que alerten sobre la posibilidad de la existencia de la enfermedad: 
- Dificultades para comunicarse, desplazarse y relacionarse
- Esquizofrenia[2]
- Retraso en el crecimiento
- Dificultades en el aprendizaje
- Diabetes
- Glaucoma

## Tratamiento
No hay tratamiento específico, solo medidas de soporte. La única arma es la inmunización (vacuna con virus atenuado) materna previa al embarazo y la prevención del contacto de embarazadas con personas que estén padeciendo la enfermedad.